# ラグビーリーグのポジション
ラグビーリーグのポジションではラグビーリーグのポジションについて述べる。
ラグビーリーグのチームはフィールド上の13人の選手と控えの4人の交替選手から構成される。13人の選手のそれぞれにポジションが割り当てられる。通常は攻撃および守備における役割を反映した標準化された背番号を付けるが、選手はいつでもいかなるポジションでも取ることができる。
選手は大きくフォワードとバックスに分けられる。フォワードは一般的に体の大きさと強さで選ばれる。フォワードはボールを持って走ること、アタックすること、タックルを行うことが求められる。フォワードはチームのフィールドポジションを前進させ、バックスのためにスペースと時間を作り出すことが必要とされる。バックスは大抵フォワードよりも小さく、速い選手であるが、大型で速い選手はバックスの中で優位になりうる。バックスには、フォワードによって得られたフィールドポジションを生かすために速さとボールを扱う技術が必要である。典型的には、フォワードはフィールドの中央でプレーする傾向にあるのに対して、バックスはよりスペースが得られるタッチラインのより近くでプレーする。

## ポジション名と背番号
右の図はスクラムの際のそれぞれの選手の典型的な位置を示す。
競技規則はポジションの標準化された番号を認めている。先発選手は通常ポジションに対応した番号を身に付け、交替と試合中にポジションを移る場合にのみ番号を変更する。スーパーリーグといった一部の競技会では、選手はポジションによらずシーズンを通して使用する番号を受け取る。
ポジションと背番号は競技規則によって以下のように規定される。
バックス
- 1 フルバック
- 2 レフト・ウイング・スリークォーター
- 3 レフト・センター・スリークォーター
- 4 ライト・ウイング・スリークォーター
- 5 ライト・センター・スリークォーター
- 6 スタンドオフ・ハーフ（ファイブ-エイス）
- 7 スクラムハーフ（ハーフバック）

フォワード
- 8 プロップ
- 9 フッカー
- 10 フロントロー・フォワード
- 11 セカンドロー・レフト・エッジ・フォワード
- 12 セカンドロー・レフト・ライト・フォワード
- 13 ロック・フォワード

実際上は、「フロントロー・フォワード」という用語が使われるのは極めてまれであり、チームは2人のプロップを有する。スクラムハーフは、特にオーストララシアでは、しばしばハーフバックと呼ばれ、ロック・フォワードはイングランドでは大抵ルース・フォワードと呼ばれる。

## バックス
背番号が1から7の7人のバックスがいる。これらのポジションでは、スピードとボールを手で扱う技術に重点が置かれる。一般的に、「バックスライン」はより小さく、より敏捷な選手によって構成される。

### フルバック
背番号1のフルバックの主な役割は守備の最終ラインであり、守備選手の主要ラインの後方に立つ。守備的には、フルバックは守備の第一ラインを破った相手選手を追い掛け、タックルできなければならず、攻撃側によって蹴られたボールを捕球し、リターンできなければならない。攻撃における役割は大抵はサポート選手としてであり、ラインに加わり攻撃におけるオーバーラップを作り出すためにしばしば使われる。
それぞれの国のラグビーリーグ殿堂入りしたフルバックは、フランスのピュイグ・オベール、オーストラリアのクライヴ・チャーチル、ダリウス・ボイド、チャールズ・フレイザー、グレイアム・ラングランズ、グラハム・イーディー、イギリス/ウェールズのジム・サリヴァン、ニュージーランドのデズ・ホワイトがいる。

### スリークォーター
ライト・ウイング (2)、ライト・センター (3)、レフト・センター (4)、レフト・ウイング (5) の4人のスリークォーターがいる。典型的にこれらの選手は1人のウインガーと1人のセンターの2人組で働き、フィールド上のそれぞれの端を占める。

#### ウイング
ウインガーとも呼ばれる。ラグビーリーグチームには背番号2と5の2人のウイングがいる。ウイングは大抵フィールド上のそれぞれの端のタッチラインに最も近い位置を取る。一般的にはチーム最速の選手であり、他の選手が作ったスペースを利用し、攻撃を完了する（トライを奪う）ための速さを持つ。守備における主要な役割は相手のウインガーをマークすることであり、大抵は攻撃側によって蹴られたボールを捕球し、リターンすることも必要とされ、しばしばフルバックを助けるために守備ラインの後方に下がる。
それぞれの国のラグビーリーグ殿堂入りしたウインガーは、イギリスのビリー・バッテン、ビリー・ボストン、クライヴ・サリヴァン、ブライアン・ベヴァン、ジョン・ファーガソン、ケン・アーヴァイン、ハロルド・ホーダー、ブライアン・カールソン、南アフリカのトム・フォン・フォレンホーフェン、フランスのレイモン・コントラスタンである。

#### センター
それぞれ背番号3と4のライト・センターとレフト・センターの2人。大抵はウインガーのすぐ内側に位置する。攻撃における主要な役割はワイドアン攻撃的脅威を与えることであり、そうするためにピッチ上で最速級の選手であることがしばしば必要とされる。また、ウィンガーがトライを決めるためにパスを供給することが多い。守備では相手チームのセンターをマークすることが期待される。
それぞれの国の殿堂入りしたセンターは、フランスのマックス・ルージー、イングランドのエリック・アシュトン、ハロルド・ワッグスタッフ、エリック・フォックス、ウェールズのガス・リズマン、オーストラリアのレッグ・ガスニエ、H・"ダリー"・メッセンジャー、デイヴ・ブラウン、ジム・クレイグ、ボブ・フルトン、マル・メニンガである。

### ハーフペア
ハーフは2人である。攻撃ではより中央より、フォワードの横あるいは後方に位置する。ボールの方向を決め、大抵はチームの主な司令塔である。そのためにチームで最も技術が高く、知的な選手であることが必要とされる。これらの選手は大抵チームのほとんどの戦術的なキックを行う。

#### スタンドオフ / ファイブ-エイス
背番号6のスタンドオフまたはファイブ-エイス（8分の5）は大抵は強いパサー、ランナーであり、敏捷でもある。しばしば、「セカンド・レシーバー」と呼ばれる。これは、攻撃において通常ボールを（ハーフバックの後に）2番目に受け取り、攻撃を開始することができるためである。

#### スクラムハーフ / ハーフバック
背番号7のスクラムハーフまたはハーフバックは大抵チームのプレーの方向付けに関与する。このポジションは「ファースト・レシーバー」と呼ばれることがある。これは、プレイ-ザ-ボールの後にダミーハーフからボールを受け取る最初の選手となることが多いためである。そのため、スクラムハーフは攻撃における重要な意思決定者となっている。

## フォワード
ラグビーリーグのフォワードパックは6人の選手からなり、選手はバックスよりも大きく、強い傾向がある。一般的にフォワードはプレーメイキングスキルよりも役割を果たすために強さと大きさに依存するところが大きい。フォワードは伝統的にスクラムを組み、争う。しかしながら、現代の試合ではスクラムは形骸化しており、ほとんど争われることはない。これにもかかわらず、フォワードはスクラム中で占める伝統的なポジションで今でも呼ばれる。

### フロントロー
スクラムのフロントローは伝統的にフッカーとその両隣の2人のプロップを含んだ。3人全てがフロントロウアーと呼ばれうるが、この用語は現在は通常プロップの総称としてだけ使われる。

#### フッカー
背番号9のフッカーまたはレイク（rake、熊手）は伝統的にスクラムのフロントローの中央に位置する。フッカーの名称はスクラムに投げ入れられたボールを足を使って後ろに掻き込む（フックする）伝統的な役割から来ている。ダミーハーフのポジションでプレーするのは大抵フッカーである。ダミーハーフはプレイ-ザ-ボールからボールを受け取り、ボールをチームメートにパスするかあるいはボールを持って走ることによってチームの攻撃を継続する。そのため、フッカーは信頼できるパサーである必要があり、しばしばハーフバックと同様のスキルの組み合わせを有する。

#### プロップ

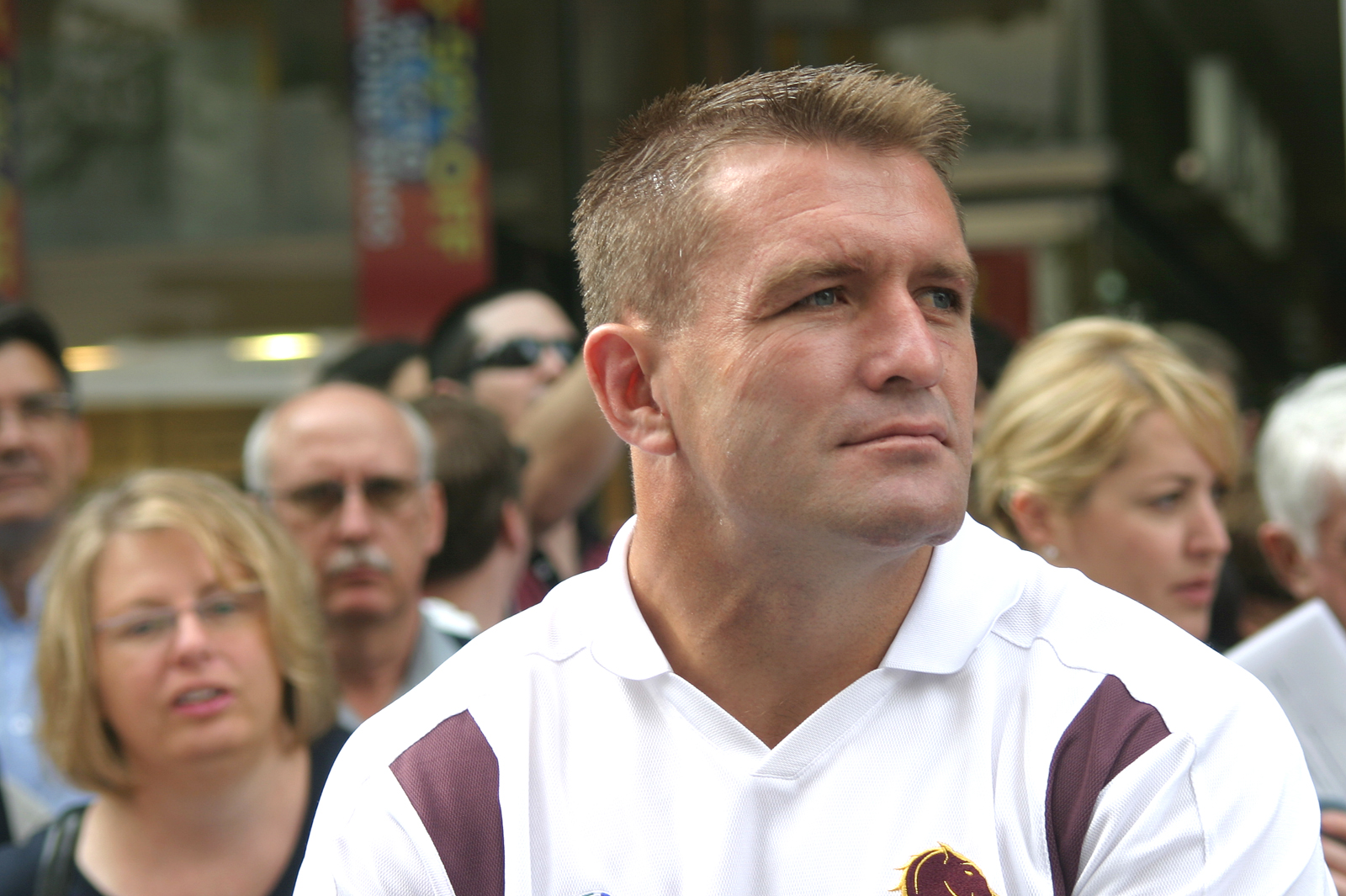
元ブリスベン・ブロンコズのプロップ、シェイン・ウェブケ。

背番号8と10の2人のプロップはスクラムでフッカーの両側に位置するフロントローである。Propは英語で「支柱」の意。オーストララシアではブックエンドと呼ばれることがある。プロップは大抵はチームで最も大きく、最も重い選手である。攻撃では、プロップのサイズと強さは、プロップが、単純に陣地を獲得する一種の破城槌として、守備ラインへ直接走り込むために主に使われることを意味する。同様に、プロップは走ってくる相手チームのフォワードに対して守備することでも頼りにされる。
それぞれの国のラグビーリーグ殿堂入りしたプロップは、オーストラリアのアーサー・ビートソン、ダンカン・ホール、フランク・バージ、ハーブ・ステインオート、ニュージーランドのクリフ・ジョンソンである。

### バックロー
3人のフォワード（2人のセカンドロウアーと1人のルースフォワード）がスクラムのバックローを作り上げる。

#### セカンドロー・フォワード
セカンドロー・フォワードは背番号11と12を付ける。セカンドロー・フォワードの責任は多くの点でプロップと類似しているが、典型的にはより速さと敏捷性を有し、攻撃と守備においてより広いポジションを取る。しばしば、それぞれのセカンドロウワーは、それぞれのサイドのセンターとウインガーと調和してフィールド上の特定のサイドをカバーする。セカンドロウワーは守備において数多くのタックルを行うことが頼られている。
それぞれの国のラグビーリーグ殿堂入りしたセカンドロー・フォワードには、ニュージーランドのマーク・グラハム、オーストラリアのノーム・プロヴァン、ジョージ・トレウィーク、ハリー・バス、フランスのジャン・ガリア、イギリスおよびイングランドのマーティン・ホジソンがいる。

#### ルースフォワード / ロックフォワード
背番号13のルースフォワードまたはロックフォワードはスクラムの2人のセカンドローの後方に位置する。一部のチームはルースフォワードのポジションに単純に3人目のプロップを配置することを選択するが、その他のチームは追加の司令塔としてより技術の高い選手を使う。
それぞれの国のラグビーリーグ殿堂入りしたルースフォワードには、オーストラリアのロン・クート、ジョニー・レイパー、ワリー・プリッグ、イギリスのビンス・カラリアス、エレリー・ハンリー、"ロッキー"・ターナー、ニュージーランドのチャーリー・シーリングがいる。

## 交替選手
フィールド上の13人の選手に加えて、最大4人の交替選手がベンチにいる。大抵は、ベンチの選手は14、15、16、17番を付ける。各選手は、どのポジションでプレーするかにかかわらず、試合全体で同じ番号を付ける。すなわち、14番がフルバックと交替したとしても、試合では14番を付け、1番のシャツと交換することはない。
いつ選手交替を使うことができるかを規定するルールは競技の歴史を通して変わってきた。現在は、どんな理由でも交替させることができるが、大抵は怪我、疲労の管理、戦術的理由、状態不良などの理由によってコーチによって交替が使われる。現在の規則の下では、交替した選手は通常試合に後で交替によって戻ることが許されている。1試合で交替できる回数に関するルールはリーグによって異なる。スーパーリーグは1試合で10回であったが、2019シーズンから8回に減らされた。オーストラリアのナショナルラグビーリーグ（NRL）は1試合最大8回の交替が認められている。追加で、もし選手が反則によって負傷し、相手選手が「on report（呼び出しを受けた）」場合は、チームは交替回数を消費せずに選手を交替させることができる。
ベンチには少なくとも1人（大抵2人）のプロップが置かれる。これは、一般的にプロップが最も身体的に負担のかかるポジションであると考えられており、これらの選手が最も早く疲れる可能性が高いためである。

## 役割
ポジションと共に、選手の役割を指す幅広い用語がある。
マーカー
タックル後、プレイ-ザ-ボール時に守備チームはマーカーと呼ばれる2人の選手を配置する。1人はタックルされた選手と攻撃チームのダミーハーフと対面し、もう1人はその後ろに立つ。
ダミーハーフ
「ダミーハーフ」または「アクティング・ハーフバック（acting half back）」はプレイ-ザ-ボールの後ろに立ち、ボールを受け取る選手である。ボールを受け取った後にパス、ランニング、あるいはキックを選択する。フッカーがダミーハーフの役割とほとんど同義語となっている。しかしながら、どのポジションの選手もダミーハーフの役割を果たすことができ、試合中、特にフッカーがタックルされた時は、他の選手がダミーハーフを務めることはよくある。
ファーストレシーバー
ファーストレシーバーはプレイ-ザ-ボールから出たボールを、ダミーハーフから受け取る最初の選手に与えられる名称である。
セカンドレシーバー
ボールがファーストレシーバーによってただちにパスされたとすると、ボールをキャッチする選手がセカンドレシーバーと呼ばれることがある。
ユーティリティー
数多くの異なるポジションでプレーできる選手はしばしば「ユーティリティープレーヤー」、「ユーティリティーフォワード」、または「ユーティリティーバック」と呼ばれる。
ゴールキッカー
どの選手でもゴールへのキック（ペナルティキックまたはコンバージョン）を試みることができるものの、ほとんどのチームがキックを広範に訓練した特定の選手を有し、試合中は1人の選手のみがゴールキックを行う。

### キャプテン

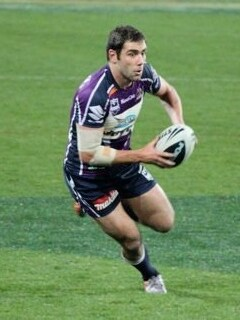
キャメロン・スミス。オーストラリアとクイーンズランド州の元キャプテン。メルボルン・ストームのキャプテンを務める。

キャプテンはチームのフィールド上のリーダーであり、レフリーとチームとの間の接点であり、どのポジションの選手も務めることができる。キャプテンの責任の一部は競技規則に明記されている。
試合前、両チームのキャプテンはレフリーとコイントスを行う。コイントスに勝ったキャプテンはキックオフを選択するか、守備するエンドを選択できる。コイントスに負けたキャプテンはその逆を選択することになる:11。
キャプテンはチームの規律に対して責任を持つと見られることが多い。チームがしつこく規則を破る時、注意を与える間レフリーはチームの規律の改善を促すためにチームのキャプテンと話す:38, 42。
キャプテンは伝統的に試合中に怪我をした選手と交替する選手を指名する責任も持っているが、プロの試合ではキャプテンがこの役割を担うことはない:41。